# L'Apemaia
L'Apemaia (みつばちマーヤの冒険?, Mitsubachi Māya no bōken, lett. "Le avventure dell'ape Maia"), nota anche come L'ape Maia, è una serie televisiva anime basata sul libro per bambini di Waldemar Bonsels L'ape Maia e le sue avventure (1912). La serie fu prodotta per i primi sei episodi dalla Zuiyo e successivamente dalla Nippon Animation, in co-produzione con la ABC TV e l'austriaca Apollo Film e trasmessa in Giappone su NET da aprile 1975 ad aprile 1976. Una seconda serie, intitolata in originale Shin mitsubachi Māya no bōken (みつばちマーヤの冒険? lett. "Le nuove avventure dell'ape Maia"), fu prodotta dallo stesso studio in collaborazione con TV Osaka, Wako Production e Apollo Film e trasmessa da ottobre 1982 a settembre 1983. L'edizione in tedesco delle due serie, esportata con successo nel resto del mondo, è strutturata come un'unica serie in due stagioni e presenta numerose modifiche, oltre che nella colonna sonora (composta da Karel Svoboda in sostituzione di Takashi Ōgaki), anche nella composizione della serie e nel montaggio di alcuni episodi.

## Trama
Dopo la nascita, Maia, una piccola ape dai capelli ricci e biondi, verrà affidata alle cure di un'ape adulta, Cassandra. Essendo molto curiosa Maia si allontana dall'alveare e inizia a scoprire il mondo a modo suo in compagnia del suo migliore amico Willi, un piccolo fuco. I due amici inseparabili visiteranno posti nuovi e magnifici, con l'aiuto di altri animaletti tra cui Flip e Alessandro, una cavalletta e un topo, Kurt lo scarabeo, Tecla il ragno, Max il lombrico, Puck la mosca e le varie formiche.

## Personaggi
- Maia: è la protagonista della serie ed è una piccola ape. Molto dolce e curiosa, dopo la sua nascita è scappata dall'alveare per esplorare il mondo e conoscere nuove cose. Nella foresta Maia ha molti amici insetti, il suo migliore amico è il fuco Willi.

Doppiata da: Michiko Nomura (ed. originale), Scarlet Cavadenti (ed. tedesca) Antonella Baldini (ed. italiana).
- Willi: è un fuco un po' svogliato, al contrario di Maia, la sua amica. Lui non è molto curioso, ma segue e aiuta l'ape Maia nelle sue esplorazioni.

Doppiato da Masako Nozawa (ed. originale), Eberhard Storeck (ed. tedesca) Fabio Boccanera (ed. italiana).
- Flip: è una simpatica cavalletta verde, molto conosciuto nel bosco e anche nell'alveare. Famosissimo per i suoi lunghi salti, segue Maia e Willi nelle sue avventure, dispensando loro i consigli e aiutandoli nei momenti di difficoltà. Il suo motto è Opla, opla, oplaplà! che dice tutte le volte quando deve saltellare. La sua famiglia è interamente di cavallette: ha un fratello gemello di nome Flap, visto in un episodio, un cugino che si chiama Franz, visto in un altro episodio e molte altre cavallette, sue parenti.

Doppiato da Ichirō Nagai (ed. originale), Manfred Lichtenfeld (ed. tedesca) Gino Pagnani (ed. italiana).
- Signorina Cassandra: è un'ape che si occupa dell'istruzione di Maia, Willi e delle altre api più giovani. Dispensa molte lezioni utili ai suoi allievi, tuttavia dimostra difficoltà con Maia, non riuscendo spesso a starle dietro. Nell'ultimo episodio Cassandra si ammala e chiede ufficialmente alla Regina di far prendere a Maia il suo posto come maestra. Maia, seppur con qualche titubanza, accetta e infine le viene concesso di tornare al prato una volta che Cassandra si è ripresa.

- Kurt: è uno scarabeo marrone. Nell'episodio in cui è protagonista si dimostra svogliato e stonato, cercando di ingannare gli altri con degli imbrogli, tuttavia riuscirà a riscattarsi proprio alla fine, esercitandosi e diventando molto bravo con il suo strumento musicale, cosa che gli permetterà di tornare a suonare con i suoi colleghi.

Doppiato da Gastone Pescucci (ed. italiana).
- Tecla: è un ragno. La si vede solo in alcuni episodi, nei quali suona il violino in maniera un po' stonata e tende le trappole nella sua ragnatela, sperando che gli altri insetti abbocchino.

Doppiata da Terue Nunami (ed. originale), Francesca Palopoli (ed. italiana).
- Capo delle formiche: è il comandante delle formiche del bosco. Lavora con i suoi soldati. A volte dispensa consigli all'ape Maia sulla vita.

Doppiato da Diego Michelotti (ed. italiana).
- Alessandro: è un saggio topo grigio con gli occhiali. Compare negli episodi della seconda serie.

Doppiato da Sandro Pellegrini (ed. italiana).

## Sigle
Sigla iniziale originale
Versione giapponese: "Mitsubachi Māya no bōken" composta da Yasuhiro Koyama su testi di ISE Shozo e interpretata da Cheetah e il coro dei Honeybee.
Versione tedesca: "Die Biene Maja" composta da Karel Svoboda su testi di Florian Cusano e interpretata da Karel Gott.
Sigla finale originale
Versione giapponese: "Oyasumi Māya" (おやすみマーヤ) composta da Yasuhiro Koyama su testi di ISE Shozo e interpretata da Cheetah e il coro dei Honeybee (ep. 1-43, 50-52); "Shinju-iro no warutsu" (真珠色のワルツ) composta da Koba Hayashi su testi di Haruki Tango e interpretata da Yoko Maekawa  (ep. 44-49)
Versione tedesca: "Die Biene Maja", versione strumentale della sigla iniziale, interpretata dall'Orchestra di James Last.
Sigle italiane
Sono state realizzate quattro sigle italiane:
- "L'Apemaia", testo di Danilo Ciotti (Dancio), musica di Marcello Marrocchi, arrangiamento di Gianni Mazza è interpretata da Katia Svizzero;
- "L'Apemaia va", testo di Luigi Albertelli, musica e arrangiamento di Salvatore Fabrizio è interpretata da Katia Svizzero;
- "L'Apemaia in concerto", testo di Enrico Vanzina, musica di Marcello Marrocchi e Vittorio Tariciotti, arrangiamento di Gianni Mazza è interpretata da Katia Svizzero;
- "Ape ape Apemaia", testo di Luigi Albertelli, musica e arrangiamento di Vince Tempera, è interpretata da I Pungiglioni, nome "fantasma" del Coro I Cantori Moderni di Alessandroni.

La prima serie venne trasmessa con la sigla "L'Apemaia"; nelle successive repliche essa venne sostituita da "L'Apemaia va" in apertura e "L'Apemaia in concerto" in chiusura. La seconda serie andò in onda con la sigla "Ape ape Apemaia": la versione trasmessa in chiusura presentava uno strumento musicale in meno e venne indetto un concorso a premi in cui si chiedeva di individuare la differenza. Nelle repliche a partire dai primi anni 2000 l'anime è stato rimasterizzato e vengono utilizzate come sigle per tutti gli episodi "L'Apemaia" in apertura e "L'Apemaia in concerto" in chiusura. Nelle repliche degli anni 2020 sono invece presenti "L'Apemaia va" in apertura e nuovamente "L'Apemaia in concerto" in chiusura.

## Distribuzione
La prima serie fu trasmessa in Giappone dal 1º aprile 1975 al 20 aprile 1976 sull'emittente NET. La prima trasmissione in Germania Ovest ebbe luogo dal 9 settembre 1976 al settembre 1977 ogni giovedì su ZDF, seguì l'Austria dieci giorni dopo. L'edizione tedesca, su cui si basano tutte le altre localizzazioni, presenta delle rilevanti modifiche rispetto all'originale all'inizio e alla fine della serie, oltre ad avere una differente numerazione degli episodi. L'Apemaia divenne comunque la serie animata di maggior successo su ZDF fino ad allora, con una media di 3-4 milioni di spettatori tra i bambini tra i 3 e i 13 anni. La sigla cantata da Karel Gott raggiunse il primo posto nella hit parade all'inizio di maggio del 1977. Una versione localizzata da Saban Entertainment fu trasmessa su Nickelodeon negli Stati Uniti. Altre trasmissioni televisive si sono svolte in Francia, Spagna, Paesi Bassi, Polonia, Filippine e Portogallo, spesso con molte repliche. L'edizione italiana, a cura di Guglielmo Paternostro e doppiata dalla Edi Film sotto la direzione di Rino Mencuccini, fu distribuita dalla Beta Film e trasmessa su Rete 2 dal 25 febbraio al 22 maggio 1980, dal lunedì al giovedì.
Nell'anno successivo alla fine della prima trasmissione, alla ZDF furono inviate quasi 40.000 lettere che chiedevano delle repliche, così che la serie fu ripetuta la domenica dal 15 ottobre 1978 e ne fu ordinata una seconda stagione di altri 52 episodi. Essa fu trasmessa da settembre 1979 al 13 settembre 1980, mentre in Giappone fu trasmessa solo dal 12 ottobre 1982 al 27 settembre 1983 su TV Osaka e TV Tokyo con il titolo Shin Mitsubachi Māya no Bōken. Questa seconda serie, la cui edizione internazionale subì modifiche minori rispetto alla prima, fu tradotta anche in francese, olandese, polacco e tagalog, mentre l'edizione italiana fu trasmessa sempre su Rete 2 dal 26 novembre 1981 al 10 giugno 1982.
In Italia la serie è stata pubblicata in VHS dalla Skorpion Home Video e in VHS e DVD da DeAgostini: queste edizioni a volte contengono gli episodi in ordine errato.
I diritti di trasmissione e sfruttamento della serie sono detenuti dal 2009 dalla società belga Studio 100.

## Media

### Remake
Nel 2012 è stata realizzata una serie animata in computer grafica.

### Film
Il 16 dicembre 1977 venne distribuito in Germania Ovest Die Biene Maja - Ihre schönsten Abenteuer, film cinematografico di montaggio della prima stagione. Il film concorse al Giffoni Film Festival del 1979 e fu distribuito nei cinema italiani nell'estate del 1980 con il titolo Le nuove avventure di Apemaia.
Nel 2014 è uscito nelle sale cinematografiche L'ape Maia - Il film, un lungometraggio prodotto da Studio 100 e distribuito da Notorious Pictures. Il 18 ottobre 2018 è uscito il sequel L'ape Maia - Le Olimpiadi di miele. Nel 2021 è uscito un terzo film dal titolo inglese Maya the Bee: The Golden Orb, sequel del secondo film, commercializzato in Australia dal 7 gennaio 2021, nel Regno Unito dal 17 maggio 2021 e negli Stati Uniti dal 4 giugno 2021; in Italia è disponibile su Prime Video dal 25 maggio 2022 con il titolo L'ape Maia - Salviamo Verdemondo.

### Romanzo
Il romanzo L'ape Maia e le sue avventure di Waldemar Bonsels, è stato pubblicato in Italia da A. Mondadori nel 1978, con la traduzione italiana di Francesco Saba Sardi ed illustrazioni di Tullio Ghiandoni. La storia è incentrata sulla fuga di Maia dall'Alveare e sulla sua crescita nell'affrontare il mondo da sola. Si tratta a tutti gli effetti di un romanzo di formazione, e infatti nel finale Maia risulta determinante per la salvezza dell'Alveare, proprio in funzione della maturazione della sua esperienza nel mondo esterno. Nel 2011 è uscita una riedizione da parte di Kappa Edizioni.

### Giocattoli
La "Cosmec" produsse per l'Europa un piccolo giocattolo per bambini che all'epoca riscosse un grande successo. Era un modellino della famosa ape che era legata per mezzo di un filo ad un punto fisso. Facendola roteare, l'ape "volava" ed emetteva un ronzio.

### Videogiochi
Dal 2000 al 2007 sono stati prodotti diversi videogiochi per le console portatili Nintendo:
- Maya the Bee and Her Friends (Game Boy Color, 2000)
- Maya the Bee 2 (Game Boy Color, 2000)
- Maya the Bee: The Great Adventure (Game Boy Advance, 2002)
- The Bee Game (Game Boy Advance, 2007)

In seguito sono usciti altri videogiochi basati sul remake del 2012.